# Les Folies de Margaret
Pour plus de détails, voir Fiche technique et Distribution.
Les Folies de Margaret (titre anglais : The Misadventures of Margaret) est un film franco-américano-britannique réalisé par Brian Skeet (en), sorti en salles en 1998. 
Il s'agit d'une adaptation cinématographique du roman de Cathleen Schine intitulé Rameau's Niece, publié en 1993.

## Synopsis
Une femme malheureuse en ménage traduit un conte libertin du XVIIIe siècle. Ce travail va avoir des répercussions inattendues[Lesquelles ?] sur sa vie privée.

## Fiche technique
- Titre : Les Folies de Margaret
- Titre anglais : The Misadventures of Margaret
- Réalisation : Brian Skeet (en)
- Scénario : Brian Skeet
- Musique : Saint Etienne, James Shearman (en)
- Acteurs principaux : Parker Posey, Jeremy Northam, Craig Chester, Elizabeth McGovern, Brooke Shields
- Société de production : Canal+, TF1
- Genre : Comédie
- Pays de production :  France,  États-Unis,  Royaume-Uni
- Durée : 93 minutes
- Dates de sortie :
  - France : 23 décembre 1998
  - Royaume-Uni : 23 avril 1999

## Distribution
- Parker Posey : Margaret Nathan
- Jeremy Northam : Edward Nathan
- Craig Chester : Richard Lane
- Elizabeth McGovern : Lili
- Brooke Shields : Lily
- Patrick Bruel : Martin
- Stéphane Freiss : le philosophe
- Alexis Denisof : Dr. Lipi
- Sylvie Testud : la jeune nonne
- Corbin Bernsen : Art Turner
- Justine Waddell : la jeune femme